# Processo per stupro
Processo per stupro è un film del 1979 realizzato da sei giovani programmiste, filmaker e registe: Loredana Dordi, Rony Daopulo, Paola De Martis, Annabella Miscuglio, Maria Grazia Belmonti, Anna Carini. Fu il primo documentario su un processo per stupro mandato in onda dalla RAI, si tarattava del processo per gli stupri di Nettuno. Ebbe una vastissima eco nell'opinione pubblica relativamente al dibattito sulla legge contro la violenza sessuale.
L'idea di documentare un processo per stupro nacque in seguito ad un Convegno Internazionale sulla «Violenza contro le donne», organizzato dal movimento femminista nell'aprile del 1978 nella Casa delle donne in via del Governo vecchio, a Roma. In quel convegno emerse che ovunque nel mondo, quando aveva luogo un processo per stupro, la vittima si trasformava in imputata. Loredana Rotondo, programmista alla RAI, propose a Massimo Fichera, allora direttore di Raidue, di filmare un processo per stupro in Italia. Fichera accettò. Dietro preventiva autorizzazione del Presidente della corte, il documentario fu filmato al Tribunale di Latina da Rony Daopulo, Paola De Martiis, Annabella Miscuglio, Anna Carini, Maria Grazia Belmonti, Loredana Dordi con un grande e corale lavoro del collettivo femminista che le sei registe formavano.
Il documentario Processo per stupro fu mandato in onda per la prima volta alle 22:00 il 26 aprile 1979 e fu seguito da circa tre milioni di telespettatori; a seguito di richieste di replica, fu ritrasmesso in prima serata nell'ottobre dello stesso anno e fu seguito da nove milioni di telespettatori. Fu quindi insignito del Prix Italia e presentato a svariati festival del cinema, fra cui il Festival di Berlino, la settimana del cinema europeo a Nuova Delhi, ottiene una nomination nella terna finale dell'International Emmy Award; se ne conserva oggi una copia negli archivi del MOMA di New York
In un'intervista del 2007, l'avvocata Tina Lagostena Bassi, che nel processo era difenditrice di parte civile, sottolineò quanto la trasmissione in tv del documentario fosse stata sconvolgente per gli spettatori perché si rendeva visibile come gli avvocati che difendevano gli accusati di stupro potevano essere altrettanto violenti nei confronti delle donne: inquisendo sui dettagli della violenza e sulla vita privata della parte lesa, puntavano a screditarne la credibilità e finivano per trasformarla in imputata. L'atteggiamento mentale che emergeva in aula era che una donna «di buoni costumi» non poteva essere violentata; che se c'era stata una violenza, questa doveva evidentemente essere stata provocata da un atteggiamento sconveniente da parte della donna; che se non c'era una dimostrazione di avvenuta violenza fisica o di ribellione, la vittima doveva essere consenziente.
Nel dibattimento, il «disonore» si sposta gradualmente dal presunto aggressore alla presunta vittima, tanto che nella sua arringa, l'avvocatessa Lagostena Bassi sente la necessità di ricordare che lei non è il difensore della parte lesa, ma l'accusatore degli imputati.

## Trama
La parte lesa nel processo filmato era una giovane di 18 anni, Fiorella (il cognome non è reso noto), che denunciò per violenza carnale di gruppo quattro uomini sulla quarantina, fra cui Rocco Vallone, un conoscente. Fiorella, lavoratrice in nero, dichiarò di essere stata invitata da Vallone in una villa di Nettuno per discutere una proposta di lavoro stabile come segretaria presso una ditta di nuova costituzione, e di essere stata sequestrata e violentata per un pomeriggio da Rocco Vallone stesso e da altri tre uomini. Gli imputati ammettono spontaneamente i fatti al momento dell'arresto; interrogati successivamente, negano tutto; in istruttoria, dichiarano che il rapporto era avvenuto dopo aver concordato con la ragazza un compenso di 200.000 lire. Dei quattro imputati, uno si rese latitante. Il processo fu reso difficile dal fatto che la vittima conosceva l'imputato principale e non presentava segni di percosse o maltrattamenti. L'avvocata Tina Lagostena Bassi era difensore di parte civile.
All'inizio del processo la cifra di due milioni di lire venne depositata in aula dagli avvocati difensori in qualità di risarcimento danni. La vittima chiese 1 lira come risarcimento simbolico, mentre l'avvocata Lagostena Bassi definì l'offerta di due milioni «una mazzetta gettata sul tavolo».
Durante il processo gli imputati dichiararono che il rapporto era avvenuto dopo aver concordato con la ragazza un compenso di 200.000 lire, che poi non le avevano più dato perché non soddisfatti, e ammisero di averle proposto il giorno dopo un milione.
Il tribunale condannò Rocco Vallone, Cesare Novelli e Claudio Vagnoni ad un anno e otto mesi di reclusione, mentre Roberto Palumbo fu condannato a due anni e quattro mesi. Tutti e quattro gli imputati beneficiarono della libertà condizionale e furono subito rilasciati. Il risarcimento dei danni venne calcolato in due milioni di lire.
Fra i dettagli che suscitarono scalpore: gli avvocati difensori chiesero alla vittima se e in che modo era stata picchiata, se c'era stata fellatio cum eiaculatione in ore e altri dettagli sulla violenza, e se aveva mai avuto prima rapporti carnali con il principale imputato; chiesero inoltre alla madre della vittima come mai la figlia era andata ad un appuntamento con un uomo che non le aveva presentato, e chiamarono a testimoniare amici degli imputati, che dichiararono che la ragazza, malgrado fosse fidanzata, s'intratteneva facilmente con altri uomini al bar.

## Riconoscimenti
- 1979 - Prix Italia
- 1979 - International Emmy Award
  - Candidatura